# Ambrosio Padilla
Pour les articles homonymes, voir Padilla.
Ambrosio Padilla, né le 7 décembre 1910, à Lingayen, aux Philippines et décédé le 7 août 1996, est un ancien joueur de basket-ball, dirigeant sportif et politicien philippin.

## Biographie
Ambrosio Padilla est président du Comité olympique des Philippines de 1972 à 1976. Il a été vice-président de la FIBA, le premier président de la Philippine Basketball Association et président émérite de la FIBA Asie. Il est sénateur de 1954 à 1972.